# Kidin-Ḫutran I.
Kidin-Ḫutran I. ist ein elamitischer König der sogenannten Igiḫalkiden-Dynastie (ca. 1400–1210 v. Chr.) mit dem Titel 'König von Anschan und Susa' (normalerweise lautet der Titel: 'König von Susa und Anschan'). 
Er war der Sohn von Paḫir-Iššan und der Bruder seines Vorgängers Unpaḫaš-Napiriša, so dass angenommen werden kann, dass er schon relativ betagt war, als er auf den Thron kam. Er ist hauptsächlich nur von einer Bauinschrift des Šilhak-Inšušinak I. bekannt, die diejenigen Herrscher nennt, welche am Inšušinak Tempel in Susa gebaut haben. 